# Chaitophorus longisetosus
Chaitophorus longisetosus är en insektsart. Chaitophorus longisetosus ingår i släktet Chaitophorus och familjen långrörsbladlöss. Inga underarter finns listade i Catalogue of Life.